# مايكل بوريس جرين
مايكل بوريس جرين (بالإنجليزية: Michael Boris Green)‏ (ولد في 22 مايو 1946) وهو فيزيائي بريطاني وواحد من رواد نظرية الأوتار. وهو حالياً أستاذ في قسم الرياضيات التطبيقية والفيزياء النظرية وزميل في قاعة كلير، كامبريدج في إنجلترا، وكان أستاذ لوكاسي للرياضيات من عام 2009 حتى عام 2015.

## حياته وتعليمه
ولد مايكل بوريس جرين لجينيا جرين وأبشالوم جرين. التحق بمدرسة وليام إليس في لندن وكلية تشرشل، كامبردج حيث تخرج مع بكالوريوس الآداب وحصل على مرتبة الشرف الأولى في الفيزياء النظرية (1967) والدكتوراه في نظرية الجسيمات الأولية (فيزياء الجسيمات) (1970).

## عمله
بعد حصوله على درجة الدكتوراه، قام جرين بأبحاث ما بعد الدكتوراه في جامعة برنستون (1970-1972)، وكامبردج وجامعة أوكسفورد. بين عامي 1978 و 1993 كان محاضرًا وأستاذًا بكلية الملكة ماري (جامعة لندن)، وفي يوليو 1993 عين جون هامفري بلامر أستاذ الفيزياء النظرية في جامعة كامبردج. في 19 أكتوبر 2009 تم تأكيده كـأستاذ لوكاسي للرياضيات، ليخلف ستيفن هوكينج في 1 نوفمبر 2009. في عام 2015 نجح مايكل كاتس في هذا المقعد، وهو متخصص في الغرويات والمواد الهلامية والمواد الجسيمية.

## أبحاثه
شارك في اكتشاف الإلغاء الشاذ لنظرية الأوتار من النمط الأول في عام 1984 بعد سنوات عديدة بالتعاون مع جون هنري شوارتز.وقد عمل جرين أيضًا على شروط حدود ديريتشليت في نظرية الأوتار التي أدت إلى ظهور أغشية D-branes.

## الجوائز والتكريمات
حصل جرين على ميداليات ديراك وماكسويل بمعهد الفيزياء(لندن)، وجائزة ديراك للمركز الدولي للفيزياء النظرية (تريست)، وجائزة داني هينمان للفيزياء الرياضية من الجمعية الفيزيائية الأمريكية، كما حصل على جائزة الفيزياء الأساسية ،وانتخب زميلا للجمعية الملكية في عام 1989. شارك جرين في تأليف أكثر من 150 بحثًا.

## وصلات خارجية
- Institute of physics page على موقع واي باك مشين (نسخة محفوظة 3 February 2006)